# Gyptis helgolandica
Gyptis helgolandica är en ringmaskart I den svenska databasen Dyntaxa används istället namnet Podarkeopsis helgolandicus. som beskrevs av Hilbig och Dittmer 1979. Enligt Catalogue of Life ingår Gyptis helgolandica i släktet Gyptis, och familjen Hesionidae, men enligt Dyntaxa är tillhörigheten istället släktet Podarkeopsis, och familjen Hesionidae. Arten är reproducerande i Sverige. Inga underarter finns listade i Catalogue of Life.